# Benyounès Lahlou
Benyounès Lahlou (né le 3 novembre 1964) est un athlète marocain, spécialiste du 400 mètres et du 800 mètres.

## Biographie

### Carrière
Sur 400 mètres, il termine deuxième des Universiades de 1991 derrière le Jamaïcain Patrick O'Connor, ainsi que des Jeux panarabes de 1992 derrière le Qatarien Ibrahim Ismail Muftah, au cours desquels il établit un record du Maroc.
Benyounès Lahlou fait partie du relais 4 × 400 mètres finissant septième des Championnats du monde 1991, après avoir établi en séries un record national. Lors de la Coupe du monde des nations, de 1992, il est premier relayeur de l'équipe africaine qui remporte la course.
Il termine sa carrière sur 800 mètres, distance sur laquelle il est finaliste olympique en 1996.

### Palmarès
| Date | Compétition            | Lieu      | Résultat | Épreuve   | Performance   |
| ---- | ---------------------- | --------- | -------- | --------- | ------------- |
| 1990 | Championnats d'Afrique | Le Caire  | 2e       | 4 × 400 m | 3 min 5 s 89  |
| 1991 | Universiades           | Sheffield | 2e       | 400 m     | 45 s 55       |
| 1992 | Jeux panarabes         | Lattaquié | 2e       | 400 m     | 45 s 03       |
| 1993 | Jeux méditerranéens    | Narbonne  | 3e       | 400 m     | 45 s 91       |
| 1996 | Jeux olympiques        | Atlanta   | 8e       | 800 m     | 1 min 45 s 52 |

#### National
4 titres sur 400 m : 1987, 1990, 1993, 1994.

### Records
| Épreuve            | Performance   | Lieu      | Date             |
| ------------------ | ------------- | --------- | ---------------- |
| 400 mètres         | 45 s 03       | Lattaquié | 9 septembre 1992 |
| 400 mètres (salle) | 46 s 81       | Toronto   | 12 mars 1993     |
| 800 mètres         | 1 min 43 s 76 | Nice      | 10 juillet 1996  |